# McDiarmid Park
Il McDiarmid Park è uno stadio di calcio situato a Perth, in Scozia. Il St. Johnstone vi gioca le partite casalinghe dal 1989 a seguito della demolizione di Muirton Park.